# Ciencias exactas
El término ciencias exactas deriva de una forma de clasificar las ciencias que, aunque aún tiene algún uso académico y el DLE la da como sinónimo de matemáticas, ha dejado de responder ya a lo que ninguna ciencia reivindica para sí misma (la condición plena de exactitud). Desde Karl Popper y Thomas Kuhn, la epistemología ha dejado de pretender cualquier tipo de exactitud entendida como inmutabilidad (falsacionismo, cambio de paradigma).
El grado de certidumbre que puede adquirir cada forma de conocimiento es muy diferente. Aunque habitualmente se considera que las ciencias sociales (o ciencias humanas o humanidades) son metodológicamente menos "duras" (predictivas, mensurables, rigurosas o capaces de cuantificación) que las ciencias naturales (o ciencias experimentales); ni siquiera estas, incluida la física, pueden en la actualidad considerarse "exactas" en un sentido radical. Desde la revolución relativista y cuántica los científicos naturales o experimentales son conscientes de que únicamente pueden alcanzar una certidumbre probabilística (indeterminación, principio de incertidumbre) y grados sucesivos y provisionales de aproximación a la realidad. 
Diferente es el concepto de certidumbre que tienen las ciencias formales (como las matemáticas y la lógica), aunque también están sometidas a límites inherentes (incompletud).
Desde el punto de vista de lo que se entiende por ciencia exacta o inexacta, o de lo que es verdad, se puede cuestionar, o dudar, de lo que es ciencia o pseudociencia, sin que sea fácil hacer una diferenciación, al no existir un criterio para entender lo que es absolutamente exacto o inexacto. No es posible hoy comprender plenamente todo lo que guarda relación con las ciencias duras y blandas.[cita requerida]